# Symphony of Six Million
 Symphony of Six Million és una pel·lícula estatunidenca dirigida per Gregory La Cava, estrenada el 1932.

## Argument
El doctor Felix Klauber és un metge brillant que es va criar al si d'una família jueva en un dels barris més marginals de Nova York i que s'ha allunyat de la seva família i la seva comunitat en el seu intent de reeixir. Gràcies al seu dur treball s'ha convertit en un ric doctor de Park Avenue. Un dia el criden perquè operi el seu pare, Meyer Klauber, d'un petit tumor, però un error fatal acaba amb la seva vida.

## Repartiment
- Ricardo Cortez: Dr. Felix 'Felixel' Klauber
- Irene Dunne: Jessica
- Anna Appel: Hannah Klauber
- Gregory Ratoff: Meyer Klauber
- Noel Madison: Magnus Klauber
- Lita Chevret: Birdie Klauber
- John St. Polis: Dr. Schifflen
- Julie Haydon: Miss Grey, la infermera de Felix
- Helen Freeman: Miss Spencer, la infermera de Felix
- Josephine Whittell: Sra. Gifford
- Oscar Apfel: Doctor
- Eddie Phillips: El marit de Birdie

## Producció
Després que David O. Selznick es convertís en el cap de producció de la RKO a finals de 1931, va posar en marxa el melodrama Symphony of Six Million (al principi titulat Night Bell per la història de la Fannie Hurst en la qual és basada) a producció, supervisat per Pandro S. Berman. Selznick insistia que el guió original havia de tornar-se a escriures per recuperar els aspectes ètnics de la història de Hurst. Selznick hauria volgut que la pel·lícula servís com a mirall sobre la vida jueva, els immigrants i els nens assimilats. Ell va canviar el nom de la pel·lícula (una referència a la població de Ciutat de Nova York) perquè fos "més dramàtic i digne" que Night Bell. També va dirigir el cap de departament de música de RKO per utilitzar música simfònica i per tenir música a tota la pel·lícula.
La pel·lícula mai esmenta la paraula "Jueu" o especifica que els personatges són de fet jueus. Però inclou oracions jueves, com el Shema, recitada en hebreu, i molts del motius musicals estan basats en identificable folk jueu i tonades litúrgiques. La trama també incorpora un Pidyon Ha-Ben, el ritual jueu de la Redempció del Primer Nascut. La pel·lícula incorpora gravacions de noticiaris amb recreacions del Lower East Side per proporcionar un sentit de verosimilitud.
La pel·lícula va tenir èxit de la crítica i de recaptació i va ajudar a situar Irene Dunne com una estrella de futur. Ambdós, Selznick i Berman estaven orgullosos de la pel·lícula, amb Berman que diria més tard que era la "primera pel·lícula bona" que havia produït. Selznick, també, estava orgullós de la pel·lícula que va ser un dels seus films personals.

El crític de cinema Mordaunt Hall del New York Times va donar la pel·lícula una ressenya positiva: 
Provoca una atenció continua durant cada segon... Hi ha un gran nombre d'escenes excel·lents de la vida quotidiana de l'east-side i aquí i allà alguns tocs lleugers d'aquesta vida familiar jueva....